# Cava Gran

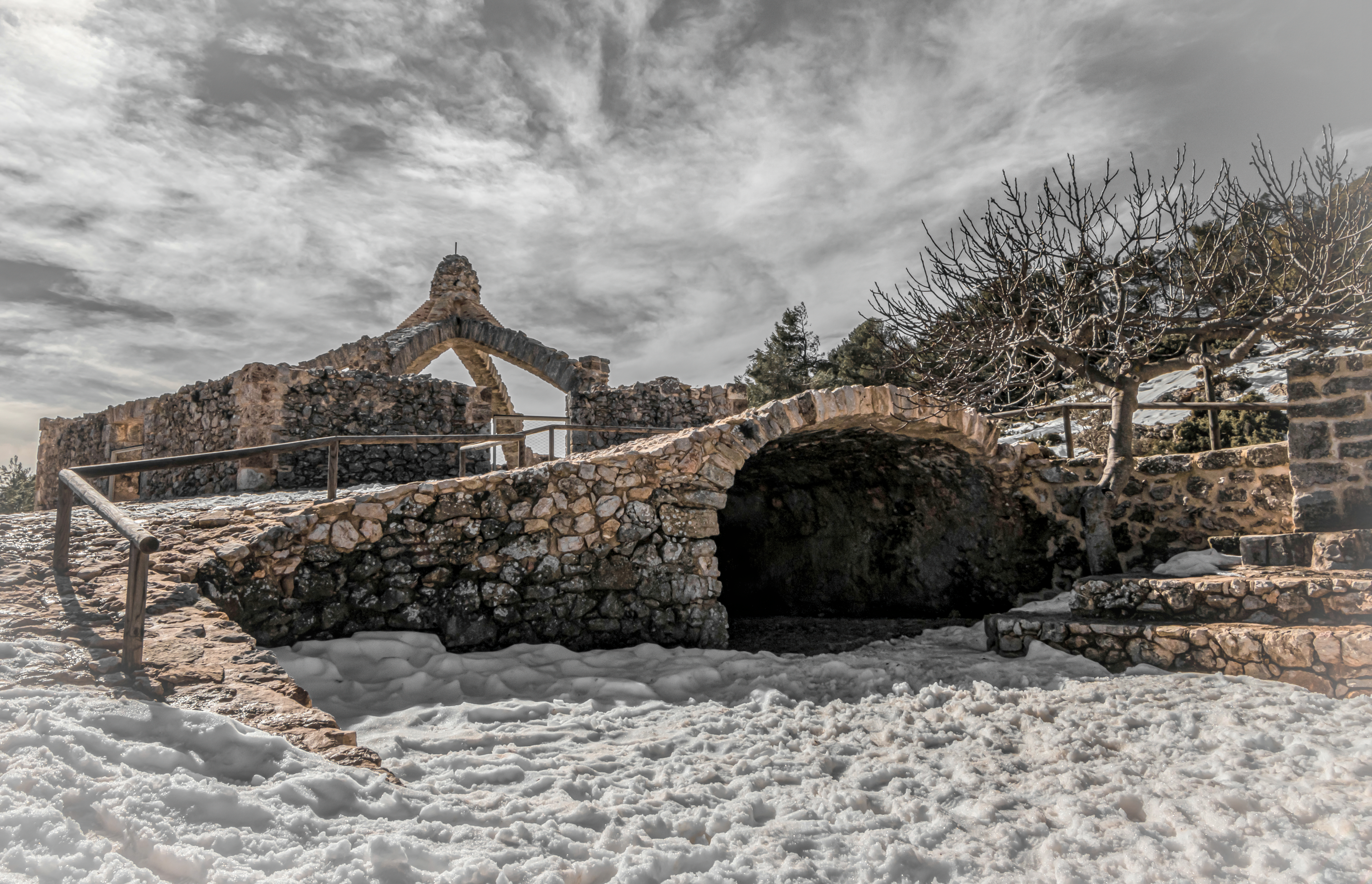
Gran Cava o Arquetjà en Agres, Alicante.

El pozo de nieve o nevero situado en la sierra Mariola, llamado Cava Gran, dentro del término municipal de Agres (Provincia de Alicante), data del siglo XVII y es uno de los más grandes y en mejor estado de conservación de los situados en las vertientes al norte de las sierras de Aitana, la Carrasqueta y Mariola.
Con unas dimensiones de 14,90 m de diámetro, 12 m de profundidad, 1.960 m³ de capacidad, se mantuvo en uso hasta 1906.
El perímetro exterior de este nevero es hexagonal, con seis arcos de piedra apuntados que arrancan del interior de la pared cilíndrica del pozo y que servían para sustentar la cobertura de la cúpula, hoy desaparecido, que remataba en una clave en forma de piña. Dispone de una boca lateral para extraer el hielo y en cada lado del hexágono contaba con un hueco por donde se realizaba el acopio de nieve.
En un lateral del nevero hay un muro poligonal construido para reforzar el gran hueco interior y formar una plataforma donde se levanta la pieza arquitectónica que está realizada en mampostería, con refuerzos de sillares en las esquinas, arcos y dinteles.
- Datos: Q8342981
- Multimedia: Cava Gran / Q8342981